# Кытыл-Дюра
Кытыл-Дюра (якут. Кытыл-Дьура) — село в Хангаласском улусе Республики Саха (Якутия) России. Административный центр и единственный населённый пункт Мальжагарского 5-го наслега.

## География
Село находится на юге центральной части Якутии, на левом берегу реки Лены, на расстоянии 30 км от ближайшего населенного пункта с. Едяй, 240 км от Покровска, 300 км от Якутска. Транспортная доступность населенного пункта с Покровском - 2 раза в неделю речным и автомобильным транспортом. Абсолютная высота — 146 метров над уровнем моря.
Климат характеризуется как резко континентальный. Средняя температура воздуха самого тёплого месяца (июля) составляет 19 °C; самого холодного (января) — −40 °C. Среднегодовое количество атмосферных осадков составляет 200—350 мм.
Село Кытыл-Дюра находится в часовой зоне МСК+6. Смещение применяемого времени относительно UTC составляет +9:00.

## История
В двадцатых годах XX века на базе пяти деревень – Джекомда, Крестях, Дюра, Кытыл и Ньургуну был образован Мальжагарский 5-й наслег, граничащий с юга с Иситским, с севера – Едяйским наслегами, с запада – Горным, с востока Олекминскими районами.
В отличие от других наслегов в годы революции, гражданской войны здесь было сравнительно спокойно. Бои в Кытыл-Дюре не происходили. В 1920 году председателем сельревкома был назначен малограмотный бедняк В.Н. Петров. Членами ревкома стали Василий Петрович Миронов, Прокопий Иванович Никифоров, отец писателя Исая Никифорова.
С Уставом первых колхозов появились товарищества по совместной обработке земели в Кытыл-Дюре: имени Ворошилова из 9 хозяйств и “Хороннох” - из 13 хозяйств.
В 1937 году была открыта первая больница. А в 1947 г. в деревне Кытыл появился первый клуб.
В годы войны лучшие люди села ушли на фронт, большинство из них сложили свои светлые головы на полях сражений. Всего было призвано на фронт 114 человек, из них погибло 88, вернулось 26. Такая отрицательная статистика редко где встречается.
Село Кытыл-Дюра образованно в 1957 году вслед за строительством новой семилетней школы. Первый детский сад на 25 мест открылся в 1960 году.
В 1982 году была построена новая двухэтажная школа, а с 1992 года школа стала средней.
В 2014 году на встрече с главой Якутии жители Кытыл-Дюра обсуждали перенос села на новое, незатопляемое место, т.к. с 1997 года село подвергалось наводнению восемь раз.

## Население
| 2002 | 2010 | 2012 | 2013 | 2014 | 2015 | 2016 |
| ---- | ---- | ---- | ---- | ---- | ---- | ---- |
| 510  | ↘453 | ↘443 | ↗450 | ↘440 | ↗446 | ↘444 |
| 2017 | 2018 | 2019 | 2020 | 2021 |      |      |
| ↘443 | ↘436 | ↗437 | ↘435 | →435 |      |      |

По данным  2016 года в гендерной структуре населения мужчины и женщины составляли по 50 %. Согласно результатам переписи 2002 года, в национальной структуре населения якуты составляли 39 %, русские — 37 %.

## Экономика
Основное производственное направление – сельское хозяйство, ведущие отрасли – животноводство и картофелеводство. Развито производство молочной продукции и мясо крупного рогатого скота и лошадей. Имеются: средняя школа, ясли-сад, участковая больница, отделение связи «Почта России», автоматическая телефонная станция и телевидение, культурно-досуговый центр, участок ЖКХ и дизельная станция 200 кВт (принадлежит АО "Сахаэнерго"), магазин и пекарня, сельская библиотека. Уличная сеть села состоит из шести улиц и двенадцати переулков.

## Достопримечательности

### Речка Негюрчяй[22]
На левом ее берегу летом в самый зной из под скал пробивается холодный воздух (якуты называют его юргер). На месте выхода этого потока воздуха люди строят небольшие сугробы, чтобы хранить как в морозильнике продукты. И сейчас на ее левом берегу стоят около двадцати срубов. Температура в них при 15-20 градусов. В таких срубах мясо можно хранить в течение нескольких лет.

### Гадюки[23]
На правом берегу Негюрчяй зимой из-под скал выходит поток горячего воздуха. Там зимуют ядовитые змеи - гадюки.

### Журинский мыс[24]
Памятник природы республиканского значения, он создан в 2000 году решением Якутского Республиканского Совета депутатов. Его профиль ландшафтный, площадь - 27 гектаров. Журинский мыс представляет собой уникальный уголок природы с. Кытыл Дюра, как по своей эстетической ценности, так и по научной значимости. Цель образования этой охраняемой природной территории - сохранение лесных экосистем, насыщенных редкими видами растений и животных.